# Банда (мови)
Банда — група мов чи діалектів, яку відносять до убангійських.
До неї належать такі мови:
- банда-бамбарі (183000 мовців в ЦАР станом на 1996 рік[1]);
- банда-банда (102000 мовців в ЦАР станом на 1996 рік[2]);
- банда-мбрес (42500 мовців в ЦАР станом на 1996 рік[3]);
- банда-нделе (35500 мовців в ЦАР станом на 1996 рік[4]);
- середньо-південна банда (100000 мовців в ЦАР станом на 1996 рік[5]);
- моно (65000 мовців в ДРК станом на 1984 рік[6]);
- південно-центральна банда (150000 мовців в ЦАР станом на 1996 рік[7]);
- ланґбаше (40000 мовців в ЦАР станом на 1996 рік[8]);
- мбанджа (352000 мовців в ДРК станом на 2000 рік[9]).

## Писемність
В ЦАР абетка для мов банда має наступний вигляд.
| A a | Ah ah | B b | C c  | D d | E e     | Eh eh | F f | G g | Gb gb | I i | Ih ih | J j  | K k | Kp kp |
| --- | ----- | --- | ---- | --- | ------- | ----- | --- | --- | ----- | --- | ----- | ---- | --- | ----- |
| /a/ | /ɛ/   | /b/ | /t͡ʃ/ | /d/ | /ə/ /e/ | /e/   | /f/ | /g/ | /ɡ͡b/  | /i/ | /ɨ/   | /d͡ʒ/ | /k/ | /k͡p/  |

| L l | M m | Mb mb | Mv mv | N n | Nd nd | Ng ng | Ngb ngb | Nj nj | Ny ny | Nz nz | O o | Oh oh |
| --- | --- | ----- | ----- | --- | ----- | ----- | ------- | ----- | ----- | ----- | --- | ----- |
| /l/ | /m/ | /mb/  | /mv/  | /n/ | /nd/  | /ŋg/  | /ŋmɡ͡b/  | /nd͡ʒ/ | /ɲ/   | /nz/  | /o/ | /ɔ/   |

| P p | Q q | R r | S s | Sh sh | T t | U u     | Uh uh | V v | Vh vh | W w | X x | Y y | Z z | Zh zh |
| --- | --- | --- | --- | ----- | --- | ------- | ----- | --- | ----- | --- | --- | --- | --- | ----- |
| /p/ | /ʔ/ | /ř/ | /s/ | /ʃ/   | /t/ | /u/ /ʉ/ |       | /v/ | /v̌/   | /w/ | /h/ | /j/ | /z/ | /ʒ/   |

| Oa oa |
| ----- |
| /oa/  |

- Буква e передає звук [e] тільки після середньопіднебінних приголосних. В усіх інших випадках вона передає звук [ə].
- Тони передаються шляхом проставлення над буквами для голосних діакритичних знаків: циркумфлекс (ˆ) — високий тон; дієрезис (¨) — середній. Низький тон позначається написанням букв для голосних без перерахованих діакритичних знаків. Якщо на один голосний припадає два тони, то на письмі пишуть дві букви для цього голосного, і над однією буквою ставлять один тон, а над другою — інший.